# Imiphakatsi
Gli imiphakatsi (sing.: umphakatsi) sono la suddivisione territoriale di terzo livello dell'eSwatini, dopo i distretti e i tinkhundla, e sono pari a 360.

## Distretto di Hhohho

### Inkhundla Hhukwini
- Dlangeni
- Lamgabhi

### Inkhundla Lobamba
- Elangeni
- Ezabeni
- Ezulwini
- Lobamba
- Nkanini

### Inkhundla Madlangempisi
- Ebulanzeni/Buhlebuyeza
- Emzaceni
- Kadvokolwako
- Kaguquka
- Kazandondo

### Inkhundla Maphalaleni
- Emcengeni
- Emfeni
- Entsanjeni
- Esitseni
- Kasiko
- Mabeleni
- Madlolo
- Maphalaleni
- Nsingweni

### Inkhundla Mayiwane
- Emfasini
- Herefords
- Mavula
- Mkhuzweni
- Mkhweni

### Inkhundla Mbabane Est
- Corporation
- Fonteyn
- Gobholo
- Maqobolwane
- Mcozini
- Mncitsini
- Mntulwini
- Sidwashini

### Inkhundla Mbabane Ovest
- Mbabane I
- Mbabane II
- Mbabane III
- Mbabane IV
- Mbabane V
- Mbabane VI
- Bahai
- Mangwaneni

### Inkhundla Mhlangatane
- Mangweni
- Manjengeni
- Mavula
- Malibeni
- Mpofu
- Ndvwabangeni
- Nhlanguyavuka
- Nyakatfo
- Sidwashini
- Zinyane

### Inkhundla Motjane
- Ekupheleni
- Esigangeni
- Luhlendlweni
- Mantabeni
- Motjane
- Mpolonjeni
- Sipocosini

### Inkhundla Ndzingeni
- Bulandzeni
- Emgungunlovu
- Emvuma
- Ludlawini
- Ndzingeni
- Ngowane
- Nkamanzi

### Inkhundla Nkhaba
- Ejubukweni
- Ekuvinjelweni
- Emdzimba
- Nkaba

### Inkhundla Ntfonjeni
- Hhelehhele
- Kandwandwe
- Lomshiyo
- Mashobeni
- Mshingishingini
- Mvembili
- Vusweni

### Inkhundla Piggs Peak
- Bulembu
- Ekwakheni
- Enginamadolo
- Ensangwini
- Kamkhweli
- Luhhumaneni

### Inkhundla Timpisini
- Kahhohho
- Mashobeni
- Mvembili
- Ndlalambi/Ludzibini

## Distretto di Lubombo

### Inkhundla Dvokodvweni
- Enjabulweni
- Etjedze
- Malindza
- Mampempeni
- Mdumezulu
- Mhlangatane
- Sigcaweni

### Inkhundla Hlane
- Hlane
- Khuphuka
- Ntandweni
- Sikhuphe

### Inkhundla Lomahasha
- Lomahasha
- Mafucula
- Shewula
- Tsambokhulu

### Inkhundla Lugongolweni
- Langa
- Makhewu
- Mlindazwe
- Sitsatsaweni

### Inkhundla Matsanjeni
- Lukhetseni
- Mambane
- Maphungwane
- Tikhuba

### Inkhundla Mhlume
- Mhlume
- Simunye
- Tabankulu
- Tshaneni
- Vuvulane

### Inkhundla Mpholonjeni
- Kashoba
- Ndzangu
- Ngcina

### Inkhundla Nkilongo
- Crooks
- Gamula
- Lunkufu
- Mayaluka
- Ngcampalala

### Inkhundla Siphofaneni
- Hlutse
- Kamkhweli
- Macetjeni
- Madlenya
- Maphilingo
- Mphumakudze
- Nceka
- Ngevini
- Tambuti

### Inkhundla Sithobela
- Luhlanyeni
- Mamiza
- Nkonjwa

### Inkhundla Somntongo
- Canerbury
- Kavuma
- Mabantaneni
- Nkhanini
- Sifuntaneni

## Distretto di Manzini

### Inkhundla Ekukhanyeni
- Bhekinkhosi
- Ebutfonweni
- Embheka
- Engcayini
- Engwazini
- Enkiliji
- Ensenga
- Enyakeni
- Esankolweni
- Eswaceni
- Kantunja
- Maliyaduma
- Mdayaneni
- Mkhulamini

### Inkhundla Hlambanyatsi
- Dingizwe
- Lundzi
- Mbangave
- Mlindazwe
- Zondwako

### Inkhundla Kwaluseni
- Kwalusenimhlane
- Logoba

### Inkhundla Lamgabhi
- Dudusini
- Emhlangeni
- Engwenyameni
- Kalamgabhi
- Kaluhleko

### Inkhundla Lobamba Lomdzala
- Luyengo
- Malkerns

### Inkhundla Ludzeludze
- Ekudzeni
- Enkamanzi
- Esibuyeni
- Esigombeni
- Mbekelweni
- Usweni
- Zombodze

### Inkhundla Mafutseni
- Engculwini
- Etimbutini
- Kabhudla
- Kankhambule
- Luhlokohla
- Mafutseni

### Inkhundla Mahlangatja
- Bhahwini
- Ebuseleni
- Eludvondvolweni
- Eluzelweni
- Emambatfweni
- Empolonjeni
- Kazulu
- Mgomfelweni
- Nsangwini
- Sigcineni

### Inkhundla Mangcongco
- Dwalile
- Mafutseni
- Mangcongco
- Ncabaneni
- Sandlane

### Inkhundla Manzini Nord
- Edwaleni
- Emakholweni
- Mnyenyweni
- Mzimnene

### Inkhundla iNingizimu Manzini
- Lwandle
- Mjingo
- Moneni
- Zakhele

### Inkhundla Mkhiweni
- Dvokolwako
- Ekutsimleni
- Mbelebeleni

### Inkhundla Mtfongwaneni
- Bulunga
- Ehlane
- Gundwini
- Lwandle
- Ndlandlameni

### Inkhundla Ngwempisi
- Bhadzeni I
- Bhadzeni II
- Elushikishini
- Emahhashini
- Emaqudvulwini
- Engcoseni
- Enhlulweni
- Etshebovu
- Khabonina
- Mgazini
- Velezizweni

### Inkhundla Nhlambeni
- Dwaleni
- Kashali
- Njelu

### Inkhundla Ntondozi
- Egebeni
- Empini
- Endlini Lembi
- Kandinda
- Ncabaneni
- Ntondozi

## Distretto di Shiselweni

### Inkhundla Gege
- Emhlahlweni
- Emjikelweni
- Endzingeni
- Ensukazi
- Kadinga
- Katsambekwako
- Mgazini
- Mgomfelweni
- Mlindazwe
- Sisingeni

### Inkhundla Hosea
- Ka-Hhohho Emva
- Ludzakeni/Kaliba
- Lushini
- Manyiseni
- Nsingizini
- Ondiyaneni

### Inkhundla Kubuta
- Ezishineni
- Kakholwane
- Kaphunga
- Ngobelweni
- Nhlalabantfu

### Inkhundla Maseyisini
- Dlovunga
- Kamzizi
- Mbilaneni
- Vusweni

### Inkhundla Matsanjeni
- Bambitje/Nsalitje
- Dinabanye
- Ekuphumleni
- Qomontaba

### Inkhundla Mtsambama
- Bhanganoma
- Ekwendzeni
- Kambhoke
- Magele

### Inkhundla Ngudzeni
- Ekukhanyeni
- Ekulambeni
- Lusitini
- Ndushulweni
- Nyatsini

### Inkhundla Nkwene
- Ebuseleni
- Hlobane
- Kagwebu
- Kuphumleni
- Nhlalabantfu
- Sigcineni

### Inkhundla Sandleni
- Bufaneni
- Enkalaneni
- Ka-Nzameya
- Kagasa
- Kontjingila
- Mbelebeleni
- Mphini
- Ngololweni
- Nkhungwini
- Tibondzeni

### Inkhundla Shiselweni I
- Dumenkungwini
- Mabona
- Mchinsweni
- Zikhotheni

### Inkhundla Shiselweni II
- Embheka
- Mahlalini
- Makhwelela
- Mbabala
- Mkhitsini
- Mphangisweni
- Sikhotseni

### Inkhundla Sigwe
- Empini
- Kankhomonye
- Lindizwa
- Lulakeni

### Inkhundla Somntongo
- Ezindwenweni
- Maplotini
- Mlindazwe
- Phangweni
- Qomintaba
- Vimbizibuko

### Inkhundla Zombodze
- Bulekeni
- Mampondweni
- Ngwenyameni
- Zombodze